# Рената Богданська
Ірина (також Ірена, Рена) Яросевич, у шлюбі Андерс, артистичний псевдонім Рената Богданська — українська і польська естрадна співачка, театральна та кіноакторка, капітан польської армії. Офіційна дата народження — 12 травня 1920 року (більш правдоподібна — 12 травня 1917 р. — 29 листопада 2010, Лондон). Дружина генерала Владислава Андерса.

## Життєвий і творчий шлях

### Дитинство
Ірена Яросевич народилася у м. Фройденталь (Австро-Угорщина, нині — м. Брунталь у Чехії), де її батько — священник о. Микола Яросевич — кілька років служив капеланом греко-католицьких вояків в австрійській армії. Мати — Олена з Нижанківських — представниця музикального священицького роду, сестра українського диригента, композитора і громадсько-політичного діяча Остапа Нижанківського. 
Напередодні розпаду Австро-Угорщини і проголошення Західно-Української Народної Республіки родина Яросевичів повернулася на рідне Прикарпаття, де о. Микола був капеланом Українських Січових Стрільців у Коломиї, а потім повторно парохом в селах Сапогів і Бринь біля Галича. У 1926 році він дістав працю в церкві однієї з львівських лікарень. Тут Ірина (Ірена, Рена) навчалася в школі та гімназії сестер Василіянок, відвідувала Українську торговельну школу. Паралельно зі здобуттям цієї освіти протягом 10 років, від 1929 по 1939 рік навчалася у Вищому музичному інституті імені Миколи Лисенка — спочатку у фортепіаному класі свого двоюрідного брата — Нестора Нижанківського (сина Остапа), успішного композитора і піаніста з віденською та празькою освітою; а потім у вокальних класах видатної української оперної співачки, у минулому примадонни харківської опери Марії Сокіл та Лідії Улуханової, теж представниці східноукраїнської вокальної школи.

### Ранній творчий період

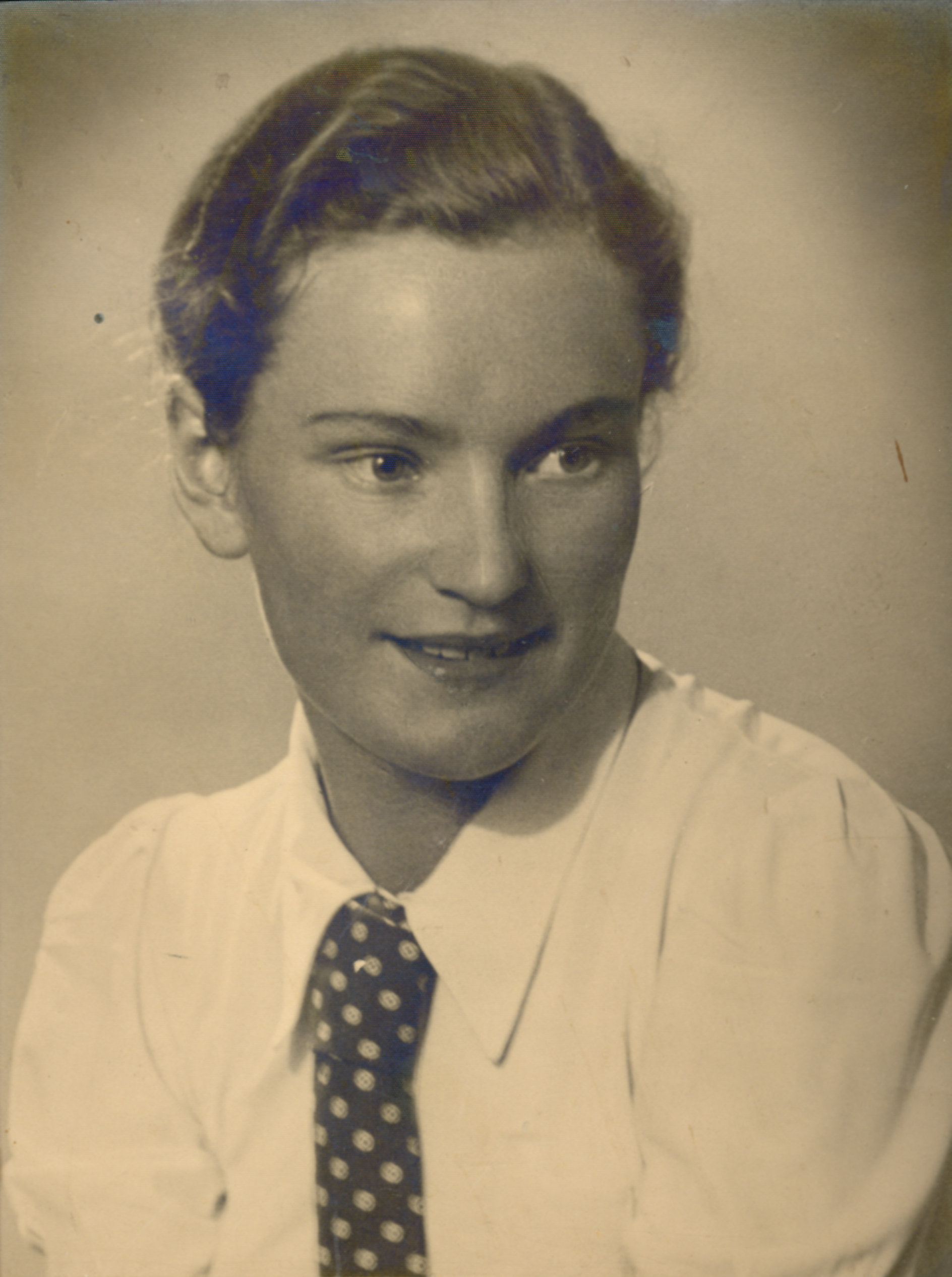
Ірина Яросевич у юності

У процесі навчання Ірена Яросевич співала народні пісні, романси, оперні арії. Також брала участь у постановках уривків з опери «Фауст» Ш. Гуно (Маргарита), «Євгеній Онєгін» П. Чайковського (Тетяна), дитячих опер Ц. Кюї та К. Стеценка (головні ролі). Стала також учасницею ряду відкритих академічних концертів, зокрема концерту, присвяченого пам'яті композитора Ярослава Лопатинського, на курорті у Черче виступала в одному концерті з зіркою українського драматичного мистецтва — акторкою Лесею Кривицькою. У цей час Ірена Яросевич вперше випробувала себе в естрадному жанрі як солістка джаз-оркестру Леоніда Яблонського («Ябця»). Учасниками оркестру були, зокрема, Анатолій Кос (в майбутньому — композитор Анатолій Кос-Анатольський) і Богдан Весоловський. Ірина співала їхні пісні, а з Богданом Весоловським її єднало почуття першого юнацького кохання, на згадку про яке пізніше взяла собі псевдонім Рената Богданська.

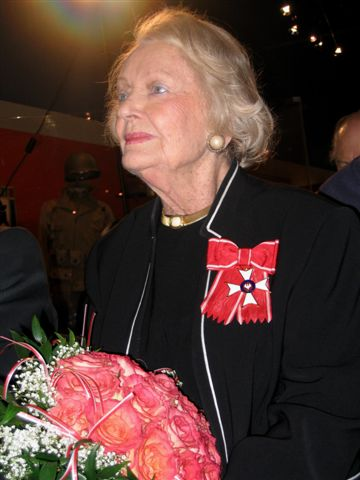
Ірена Андерс у Монтекассіно. 2007

У 1940 році співачка стала солісткою «Тео-джазу», утвореного при обласній філармонії в основному з числа музикантів-євреїв, що, рятуючись від нацистів, прибували до Львова з Польщі. Керував колективом відомий польський композитор Генрик Варс. У серпні 1940 р. «Тео-джаз» вирушив у свою першу, а в березні 1941 року другу гастрольну подорож містами України та СРСР. Під час виступів у Києві Ірина Яросевич одружилася з Ґвідоном Боруцьким — популярним співаком довоєнної Польщі, у Москві записала на грамплатівці «Тео-джазу» російською мовою пісню Г. Варса «Перший знак».

### Роки війни
Початок радянсько-німецької війни та окупація німцями Львова унеможливили повернення «Тео-джазу» додому. Перші місяці війни музиканти їздили містами СРСР, виступаючи в колгоспах за їжу; Рената Богданська згадувала, що їй доводилося жити у вагоні для худоби. Восени 1941 р. стала членкинею мистецької одиниці військового формування Владислава Андерса, що організовувалося в Радянському Союзі з числа польських засланців (пізніша назва формування — II-й Корпус у складі англійських військ). З цим формуванням Рената Богданська пройшла великий шлях через держави Близького Сходу до Італії, де після переможного бою на Монте Касіно взяла участь у виконанні легендарної пісні «Червоні маки на Монте-Кассіно». Там також вона знялася у двох художніх фільмах — польському «Велика дорога», італійському «Незнайомець в Сан-Марино» (грала поряд з Вітторіо Де Сіка і Анною Маньяні).

### Останній період творчості
Після війни Рената Богданська одружилася вдруге, з генералом Андерсом (1892—1970). Оселилася з ним в Англії, де 22 листопада 1950 року народила дочку Анну Марію Андерс.
Відтоді артистична діяльність Ренати протікала в рамках культурницької праці польської еміграції, музичну потугу якої представляли імена Генріха Варса, Фелікса Конарського (Реф-Рена), Маріана Гемара та інших. Рената виконуює їхні старі та нові пісні в концертах Полонії, радіо «Свобода» та «ВВС». Значна частина цього репертуару була записана на грамплатівки. Двічі обставини були сприятливі для того, щоб виконавиця звернулася і до українського репертуару. В 60-х роках вона неперевершено зінтерпретувала у супроводі оркестру Генріха Нойберта дві пісні Богдана Веселовського («Я знов тобі» на слова Ганни Чубач та «Було високе чисте небо» на слова Лесі Тиглій) для його авторської платівки-гіганта «Мрії», а також взяла участь у формуванні платівки «Мій рідний край», на яку наспівала колискову «Ой ходить сон», народну пісню «Човен хитається» та у складі тріо з В. та Л. Луцівами популярну тоді в Україні пісню Олександра Білаша на слова Дмитра Павличка «Як впаде в Чорногорі». Останні роки життя Рената Богданська в значній мірі присвятила утвердженню пам'яті про її покійного чоловіка. Має урядові польські нагороди.
Померла 29 листопада 2010 року у Лондоні. Перепохована 21 травня 2011 року на військовому цвинтарі Монте-Касіно біля могили чоловіка.

## Національна ідентичність співачки
Ірена Андерс — Рената Богданська ніколи не приховувала, що вона є українкою, але й не акцентувала на цьому. Через одруження з відомим польським діячем та довголітнє добровільне перебування у таборі польської військової еміграції, що збіглося з піком загострення українсько-польських етнічних конфліктів, характерних для першої половини XX ст., вона обмежила своє спілкування з українцями. Лише в останній період свого життя вона згадала, що має українське коріння.